# Eudistenia costipennis
Eudistenia costipennis là một loài bọ cánh cứng trong họ Cerambycidae.